# Tragia betonicifolia
Tragia betonicifolia là một loài thực vật có hoa trong họ Đại kích. Loài này được Nutt. miêu tả khoa học đầu tiên năm 1835.